# Българене (област Стара Загора)
Вижте пояснителната страница за други значения на Българене.
Българèне е село в Южна България, община Раднево, област Стара Загора.

## География
Село Българене се намира на около 30 km югоизточно от областния център град Стара Загора и около 5 km юг-югозападно от общинския център град Раднево. Разположено е в Старозагорското поле на Горнотракийската низина. През селото протича от запад на изток малката река Дундарлия (Дунда), десен приток на течащата на около 2 km източно река Сазлийка. Надморската височина в центъра на селото е около 120 m. Климатът е преходно-континентален, почвите в землището са преобладаващо черноземни смолници.
Общински път свързва Българене на изток през село Рисиманово със село Бели Бряг и минаващия през него третокласен републикански път III-554, който води на север през Раднево до град Нова Загора, а на юг – през град Гълъбово към Симеоновград. На северозапад общинският път води към село Знаменосец, откъдето разклонение на североизток води към град Раднево, а на северозапад – през село Трънково към връзка с първокласния републикански път I-5 и град Стара Загора.
Землището на село Българене граничи със землищата на: село Знаменосец на север; град Раднево на североизток; село Бели бряг на изток; село Рисиманово на югоизток и юг; село Любеново на юг (граничен участък около 320 m); село Константиновец на югозапад; село Тихомирово на запад.
Населението на село Българене, наброявало 387 души при преброяването към 1934 г. и 398 към 1946 г., намалява до 140 към 1985 г. и 81 (по служебен документ на НСИ от 31.12.2023 г.) към 2023 г.
При преброяването на населението към 1 февруари 2011 г., от обща численост 85 лица, за 77 лица е посочена принадлежност към „българска“ етническа група и за 6 – към „ромска“, а за принадлежност към „турска“, „други“ и „не се самоопределят“ не са посочени конкретни данни.

## История
След Руско-турската война (1877 – 1878 г.) по Берлинския договор 1878 г. селото – тогава с име Тюркмèн махлè – остава в Източна Румелия; присъединено е към България след Съединението 1885 г. Село Тюркмен махле е преименувано на Българени през 1906 г. Село Българени е преименувано на Българене през 1966 г.
Училище е създадено в селото през 1921 г. Народното начално училище „Христо Смирненски“ в село Българени (Българене) има архивна документация до 1968 г.

## Обществени институции
Изпълнителната власт в село Българене към 2024 г. се упражнява от кметски наместник.